# Anis Ananenka
Anis Ananenka (en biélorusse : Аніс Ананенка ; né le 29 novembre 1985 à Jlobine) est un athlète biélorusse, spécialiste du 800 mètres.

## Biographie
En juillet 2015, il est suspendu pendant 4 ans pour dopage au GW1516.

### Palmarès
| Date | Compétition                    | Lieu     | Résultat | Performance   |
| ---- | ------------------------------ | -------- | -------- | ------------- |
| 2013 | Championnats d'Europe en salle | Göteborg | 4e       | 1 min 49 s 60 |

### Records
| Épreuve    | Épreuve      | Performance   | Lieu     | Date            |
| ---------- | ------------ | ------------- | -------- | --------------- |
| 800 mètres | En plein air | 1 min 44 s 43 | Budapest | 10 juillet 2013 |
| 800 mètres | En salle     | 1 min 48 s 11 | Moguilev | 12 février 2011 |